# Villaselán
Villaselán est une commune d'Espagne dans la province de León, communauté autonome de Castille-et-León. Elle s'étend sur 56,52 km2 et comptait environ 231 habitants en 2011. Au nouveau recensement de 2022, ce nombre descend à 185.

## Folklore et patrimoine
La fêtes de San Facundo et San Primitivo se célèbrent le 27 novembre.

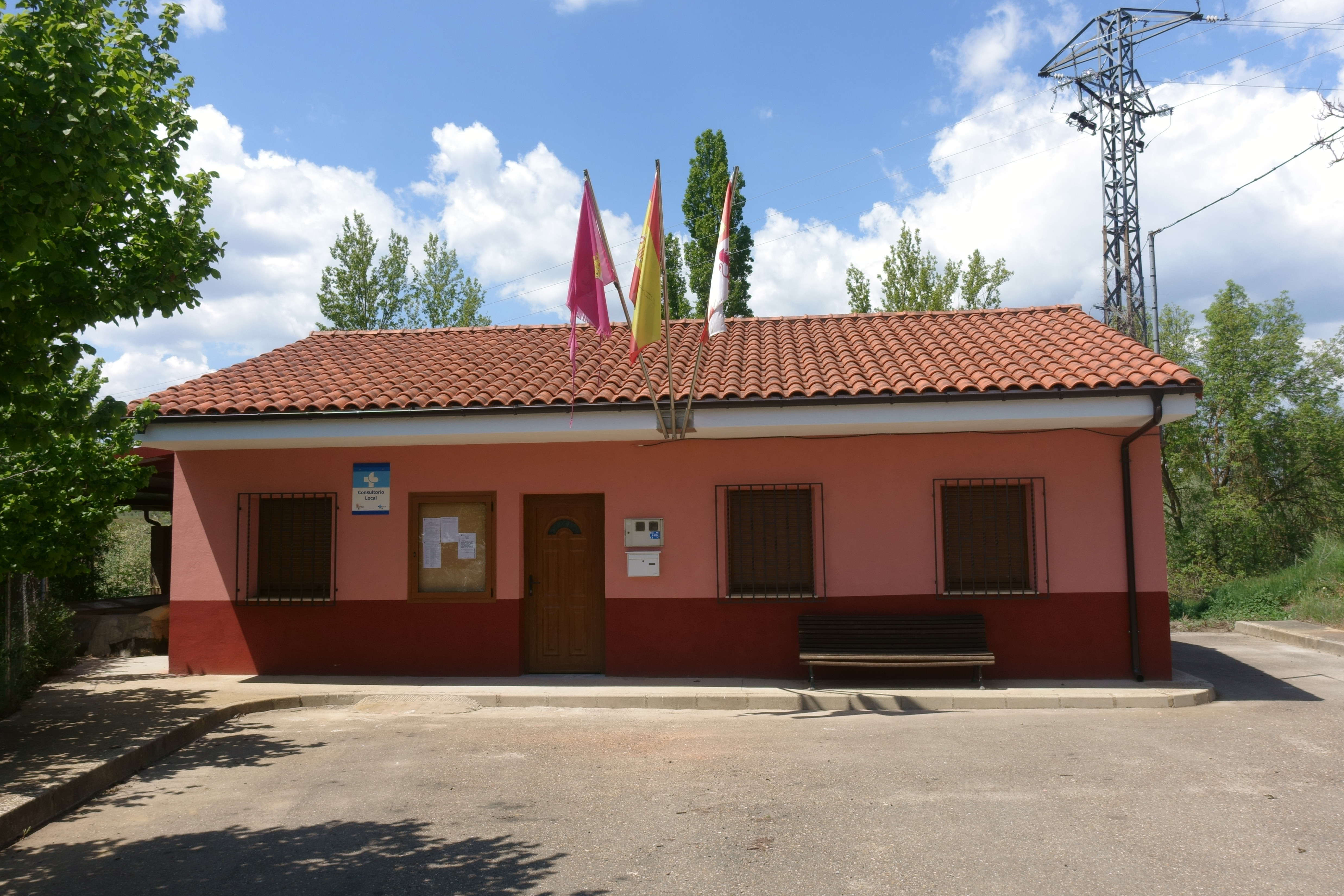
Maison consistorial

### Retable du XVe siècle
L'église des Saints Facundo et Primitivo héberge un retable de style gothique datant de la fin du XVe siècle. Le retable se trouve dans une structure à trois corps, avec un couvercle supérieur légèrement incurvé. Un tabernacle est rajouté à la Renaissance, vers le XVIe siècle. Les tableaux représentent différentes scènes de la passion du Christ ainsi que des scènes reliées aux saints Facundo et Primitivo. Le retable a été restauré en 2021.

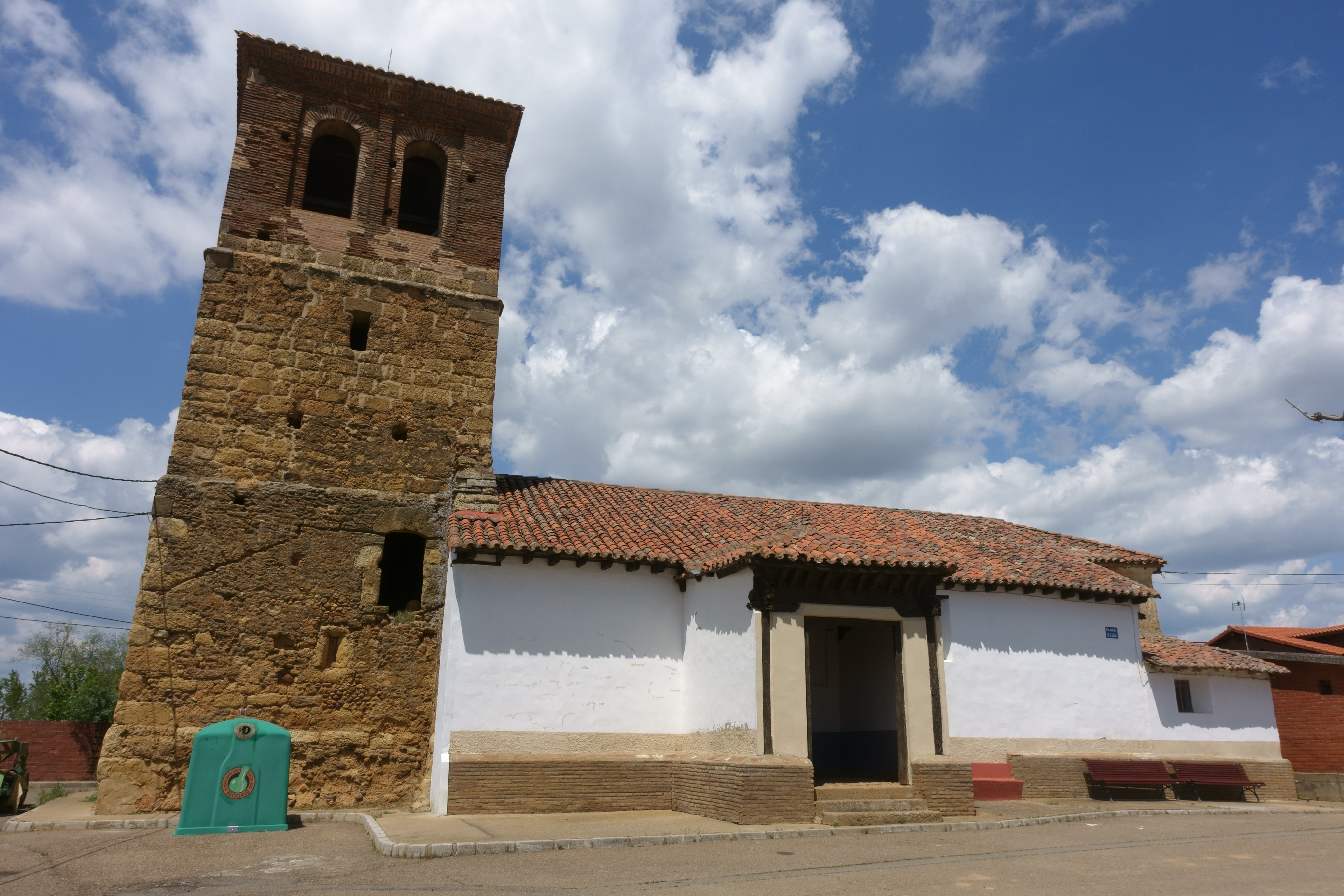
Église des saints Facundo et Primitivo